# Saint-Clément-de-Vers
Saint-Clément-de-Vers es una comuna francesa situada en el departamento de Ródano, de la región de Auvernia-Ródano-Alpes.

## Demografía
| 229 | 203 | 200 | 170 | 177 | 213 | 219 | 227 |
| Para los censos de 1962 a 1999 la población legal corresponde a la población sin duplicidades (Fuente: INSEE [Consultar]) |     |     |     |     |     |     |     |